# Stuck on You (Lionel Richie)
Stuck on You is een nummer van de Amerikaanse zanger Lionel Richie. Het nummer is afkomstig van Richie's tweede studioalbum Can't Slow Down uit oktober 1983. Het nummer werd in juni 1984 wereldwijd op single uitgebracht.

## Achtergrond
De plaat werd in veel landen een hit. In thuisland de Verenigde Staten bereikte de plaat de 3e positie in de Billboard Hot 100, evenals in buurland Canada. In Nieuw-Zeeland werd de 12e positie bereikt, in Australië de 24e en in het Verenigd Koninkrijk werd de 12e positie bereikt in de UK Singles Chart.
In Nederland werd plaat veel gedraaid op Hilversum 3 en werd een radiohit in de destijds drie hitlijsten op de nationale publieke popzender. De plaat bereikte de 18e positie in zowel de Nationale Hitparade als de TROS Top 50 en de 21e positie in de Nederlandse Top 40. In de Europese hitlijst op Hilversum 3, de TROS Europarade, werd de 32e positie bereikt.
In België bereikte de plaat de 10e positie in de Vlaamse Radio 2 Top 30 en de 13e positie in de voorloper van de Vlaamse Ultratop 50. In Wallonië werd géén notering behaald.
De plaat stond ook enkele jaren genoteerd in de jaarlijkse NPO Radio 2 Top 2000 van de Nederlandse publieke radiozender NPO Radio 2, met als hoogste notering een 1463e positie in de allereerste editie in december 1999.

## Covers en samples
- In 1984 nam de Britse zanger Trevor Walters de reggaeversie op; hij scoorde er in eigen land een grotere hit mee dan het origineel.
- In 1985 nam de Nederlandse zanger Lee Towers het op voor zijn album You and Me.
- Eind 2003 coverde de Amerikaanse boyband 3T de single. Deze versie deed het begin 2004 in de Nederlandse Top 40 op Radio 538 beter dan Lionel Richie's originele versie: de single behaalde de 3e positie. In de publieke hitlijst; de Mega Top 50 op 3FM werd eveneens de 3e positie behaald.
- In 2010 samplede de Duitse dance-act Scooter het refrein van de single in Stuck on Replay.
- In 2012 bracht Richie zelf een nieuwe versie uit op zijn duetalbum Tuskegee. Hij zong het met Darius Rucker, frontman van Hootie & the Blowfish.

## NPO Radio 2 Top 2000
| Nummer met noteringen in de NPO Radio 2 Top 2000 | '99  | '00 | '01  | '02-'03 | '04  | '05  | '06  |
| ------------------------------------------------ | ---- | --- | ---- | ------- | ---- | ---- | ---- |
| Stuck on You                                     | 1463 | -   | 1479 | -       | 1673 | 1982 | 1997 |

1. ↑  Een '-' betekent dat het nummer niet was genoteerd en een vetgedrukt getal geeft de hoogste notering aan.
2. ↑  Deze tabel is bijgewerkt tot en met de laatste editie (2024).